# Secacawoni
Secacawoni, jedno od 30 plemena algonkinske konfederacije Powhatan koji su u ranom 17. stoljeću živjeli na južnoj obali rijeke Potomac na području današnjeg okruga Northumberland u američkoj državi Virginia. Godine 1608. njihova populacija iznosila je oko 120. Glavno istoimeno naselje nalazilo se na ušću rijeke Coan. Njihovo ime razni autori navode još pod cijelim nizom varijanti: Cekacawone, Cecocawonee, Sekakawon, Chickaone, etc.